# Anna Baguirova
Anna Baguirova es una deportista ucraniana que compitió en natación sincronizada. Ganó dos medallas de bronce en el Campeonato Europeo de Natación de 2008, en las pruebas equipo y combinación libre.

## Palmarés internacional
| Campeonato Europeo | Campeonato Europeo       | Campeonato Europeo | Campeonato Europeo |
| Año                | Lugar                    | Medalla            | Prueba             |
| ------------------ | ------------------------ | ------------------ | ------------------ |
| 2008               | Eindhoven (Países Bajos) | Medalla de bronce  | Equipo             |
| 2008               | Eindhoven (Países Bajos) | Medalla de bronce  | Combinación libre  |